# Чугучак (округ)
Округ Чугучак (уйг. تارباغاتاي ۋىلايىتى‎) или Округ Тачэн (кит. упр. 塔城地区, пиньинь Tǎchéng Dìqū, каз. Тарбағатай аймағы) — округ в Или-Казахском автономном округе Синьцзян-Уйгурского автономного района КНР. Место пребывания властей округа — городской уезд Чугучак (Тачэн).

## История
Во времена империи Цин эти земли были известны как «Тарбагатай». Ответственный за управление ими чиновник был назначен ещё в 1764 году.
В 1890 году, согласно исследователю Г. Е. Грум-Гржимайло, в Тарбагайском округе проживало около 100 тыс. жителей; из них 75 % составляли кочевники (чахары, найманы, кара-калмыки, торгоуты, уаки и абак-кереи), остальные — оседлое население двух городов округа, Чугучака и Дорбулджина.
В 1916 году на основе аппарата этого чиновника была образована новая административная единица — Тачэндао (塔城道, «регион Тачэн», где слово «Тачэн» является сокращением от «Таэрбахэтай чэн» — «город Тарбагатай»), которой подчинялись уезды Тачэн, Усу и Шавань. В 1929 году регионы были упразднены, Тачэндао был преобразован в Административный район Тачэн (塔城行政区).
В 1944 году Административный район Тачэн оказался в числе земель, вошедших в Восточно-Туркестанскую республику. В августе 1950 года Административный район Тачэн был преобразован в Специальный район Тачэн (塔城专区).
В сентябре 1954 года был образован Или-Казахский автономный округ, и специальный район вошёл в его состав.
В 1970 году Специальный район Тачэн был преобразован в Округ Тачэн.
В 1976 году из состава округа был выделен в особую административную единицу Шихэцзы
В 1984 году Карамай был выведен из состава округа и переведён под непосредственное подчинение правительству Синьцзян-Уйгурского автономного района.
Постановлением Госсовета КНР от 6 ноября 2019 года из городского уезда Усу был выделен городской уезд Хуянхэ, который перешёл в прямое подчинение правительству Синьцзян-Уйгурского автономного района.

## Население
Согласно переписи населения 2000 года, в округе проживает 892,4 тыс. чел.
| Год  | Численность | Численность |
| ---- | ----------- | ----------- |
| 2000 | 892 397     | [ 3 ]       |
| 2007 | 994 776     |             |
| 2010 | 1 219 369   | [ 4 ]       |
| 2020 | 1 108 747   | [ 1 ]       |

Национальный состав (2000)
| Народ   | Численность | Доля    |
| ------- | ----------- | ------- |
| Китайцы | 522 829     | 58,59 % |
| Казахи  | 216 020     | 24,21 % |
| Хуэйцзу | 66 458      | 7,45 %  |
| Уйгуры  | 36 804      | 4,12 %  |
| Монголы | 29 759      | 3,33 %  |

## Административное деление
Округ Чугучак делится на 2 городских уезда, 4 уезда, 1 автономный уезд:
|   |                                      |                                      |                      |                               |                                   |                                    |                                     |                        |               |                            |
| # | Статус                               | Название                             | Иероглифы            | Пиньинь                       | Уйгурский язык                    | Уйгурский (латиница)               | Казахский язык (арабский шрифт)     | Население (2003 прим.) | Площадь (км²) | Плотность населения (/км²) |
| 1 | Городской уезд                       | Чугучак (Тачэн)                      | 塔城市               | Tǎchéng shì                   | چۆچەك شەھىرى                      | Chöchek Shehiri                    | شاۋەشەك قالاسى                      | 160,000                | 4,007         | 40                         |
| 2 | Городской уезд                       | Усу                                  | 乌苏市               | Wūsū shì                      | ۋۇسۇ شەھىرى                       | Shehiri                            | وسۋ قالاسى                          | 210,000                | 14,394        | 15                         |
| 3 | Уезд                                 | Дурбульджин (Эминь)                  | 额敏县               | Émǐn xiàn                     | دۆربىلجىن ناھىيىسى                | Dörbiljin Nahiyisi                 | ءدوربىلجىن اۋدانى                   | 200,000                | 9,147         | 22                         |
| 4 | Уезд                                 | Шавань                               | 沙湾县               | Shāwān xiàn                   | ساۋەن ناھىيىسى                    | Saven Nahiyisi                     | ساۋان اۋدانى                        | 200,000                | 12,460        | 16                         |
| 5 | Уезд                                 | Толи                                 | 托里县               | Tuōlǐ xiàn                    | تولى ناھىيىسى                     | Toli Nahiyisi                      | تولى اۋدانى                         | 90,000                 | 19,992        | 5                          |
| 6 | Уезд                                 | Юйминь                               | 裕民县               | Yùmín xiàn                    | چاغانتوقاي ناھىيىسى               | Chaghantoqay Nahiyisi              | شاعانتوعاي اۋدانى                   | 50,000                 | 6,107         | 8                          |
| 7 | Хобоксар-Монгольский автономный уезд | Хобоксар-Монгольский автономный уезд | 和布克赛尔蒙古自治县 | Hébùkèsài'ěr Měnggǔ zìzhìxiàn | ئاپتونوم ناھىيىسى قوبۇقسار موڭغۇل | Qobuqsar Mongghul Aptonom Nahiyisi | قوبىقسارى موڭعۇل اۆتونوميالى اۋدانى | 50,000                 | 28,784        | 2                          |

## Главы

### Секретари парткома
1. Ли Фэнцзы             -1991.05
2. Ли Гуймао 1991.06-1994.07
3. У Цилинь 1994.07-2000.04
4. Тан Динбан 2000.04-2004.11
5. Пэн Цзяжуй 2004.11-2011.07
6. Чжан Бо 2011.07-2015.01
7. Сюэ Бинь c 2017.03

### Руководители правительства
1. Баспай Шолақұлы 1945-1952[5]
2. Арыстанбек (阿尔斯坦别克) 1983.-1993.06
3. Алпысбай Рахымұлы 1993.06-1997.01 	zh:阿勒布斯拜·拉合木
4. Қызайжан Сейілқожаұлы zh:柯赛江·赛力禾加 1996.12-2003.01
5. Тілепалды Әбдірашид 2003.01-2008.01 zh:铁力瓦尔迪·阿不都热西提
6. Мәнен Зейнелұлы zh:马宁·再尼勒 2008.01-2012.04
7. Ақанұлы Сарқыт zh:沙尔合提·阿汗 2012.04-2016.06
8. Мұқият Жармұқамет zh:木合亚提·加尔木哈买提, 2016.06-present[6][7]

## Экономика
Важное значение имеет транзит грузов через КПП Бакту на китайско-казахстанской границе.